# 小安東尼歐·薩巴托

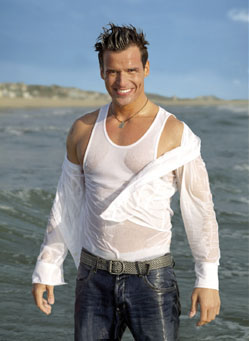
小安東尼歐·薩巴托

小安東尼歐·薩巴托（英語：Antonio Sabàto Jr.，1972年2月29日—）是一位義大利裔美國的演員和模特。他出生在義大利，成長在美國。他因擔任CK模特和出演肥皂劇《杏林春暖》（General Hospital）而成名。他也參加過一些真人秀節目的演出。2016年，他支持唐納·川普競選美國總統並且在2016年共和黨全國大會上發表演說。
父親是已故男演員安東尼歐·薩巴托。